# Montserrat Ayats
Montserrat Ayats Coromina (Ciuret, Barcelona, 1968) es una filóloga y editora española. Directora de la editorial vigatana Eumo, en la que trabaja desde 1991, entre 2016 y 2020 fue presidenta de la Asociación de Editores en Lengua Catalana, en sustitución de Albert Pèlach Pàniker. En mayo de 2022 se incorporó al Departament de Cultura como coordinadora del Pla nacional del llibre i la lectura.

## Obras
Ayats es coautora de los libros ‘Primer Diccionari’, ‘Història de l’edició a Catalunya’, entre otros libros.